# Luganda

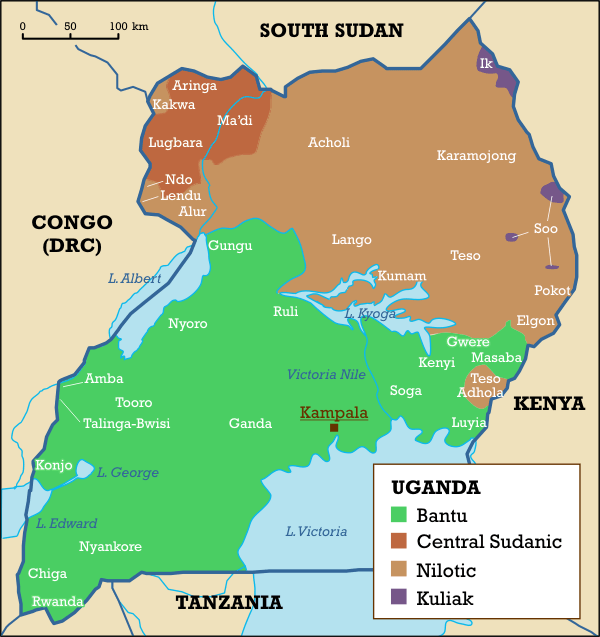
språk i Uganda.

Luganda, som även kallas ganda, är ett bantuspråk. Det talas huvudsakligen i Buganda-regionen i Uganda inklusive huvudstaden Kampala. Med sju miljoner modersmåltalare och ytterligare tio miljoner andraspråkstalare, är det Ugandas näst största språk, efter engelska men föregår swahili. Språket används i vissa av Bugandas grundskolor, men de flesta skolor undervisar på det officiella språket engelska. Fram till 1960-talet var luganda det officiella undervisningsspråket i östra Ugandas grundskolor. 
Typologiskt är luganda ett väldigt agglutinerande språk, det vill säga ett språk som bildar ordformer genom att foga böjningsändelser och andra ordbildningselement efter varandra direkt till roten, med en ordföljd som ofta utgörs av subjekt-verb-objekt. 